# قافز منظري
القافز المنظري (الاسم العلمي:Salticus scenicus) هو نوع من العنكبوتيات يتبع جنس القافز من فصيلة العناكب القافزة.